# Psychiatrisches Krankenhaus Dobřany
Das Psychiatrische Krankenhaus Dobřany (tschechisch Psychiatrická nemocnice v Dobřanech) ist ein psychiatrisches Krankenhaus in Dobřany, Tschechien, etwa zehn Kilometer südwestlich von Pilsen.

## Geschichte
Wegen des dringenden Bedarfs einer Irrenanstalt in Westböhmen beschloss der Böhmische Landtag am 15. Oktober 1874 die Errichtung einer neuen Landesirrenanstalt am Stadtrand von Dobřany. Sie wurde anfänglich für 500 Patienten konzipiert, jedoch noch in der Planungsphase auf 600 Plätze erweitert. Eine von Ludwig Tedesco geleitete Expertenkommission, der u. a. die Mediziner Ludwig Schlager und Anton von Jaksch sowie der Eisenbahnfachmann Georg Löw angehörten, bereitete den Bau der Anstalt vor. Die Kommission schrieb einen Architekturwettbewerb aus, wobei von den angeschrieben neun Prager und drei Wiener Architekten nur vier Projekte eingereicht wurden. Ein erster Preis wurde nicht vergeben. Der Prager Architekt und Eisenbahnbaumeister Josef Benischek erhielt den mit 2500 Gulden dotierten zweiten Preis und wurde mit der Realisierung seines überarbeiteten Projekts beauftragt.
Zwischen 1876 und 1883 wurde südwestlich der Stadt, jenseits des Klumtschaner Baches (Chlumčanský potok) für 1,8 Mio. Gulden der ausgedehnte Komplex der Landesirrenanstalt errichtet. Am 13. April 1880 wurden die ersten 50 Patienten aus der überfüllten Prager Landesirrenanstalt nach Dobřany verlegt, die Leitung der Anstalt übernahm Arnold Pick. 1880 erfolgte die Weihe der Anstaltskirche der Kreuzerhöhung. Die offizielle Eröffnung erfolgte am 5. März 1881.
Der Ort hieß von 1939 bis 1945 Wiesengrund und befand sich im Sudetengau. Im Dritten Reich bezeichnete man die Gau-Heil- und Pflegeanstalt Wiesengrund als „modernste, zweckmäßigste und schönste Europas“. Sie besaß weite Park- und Gartenanlagen, Ackerland, Wiesen, einen eigenen Bahnhof und einen eigenen Friedhof. Viele Patienten, darunter Kinder der so genannten Kinderfachabteilung, wurden in der Zeit des Nationalsozialismus im Rahmen der Aktion T4 ermordet. Über den Bahnhof wurden Patienten aus der mittelböhmischen Heilanstalt Kosmonosy über Wiesengrund in die Tötungsanstalten Pirna-Sonnenstein und Hartheim überführt.
Seit den 1980er Jahren ist das ehemalige Kurbad Lázně Letiny Außenstelle der Klinik. Heute leben hier etwa 1.200 Patienten. Direktor ist Petr Žižka.